# Со, Сигэру
Сигэру Со (яп. 宗 茂; род. 9 января 1953, Усуки, Оита) — японский бегун-марафонец, выступавший в 1973—1989 годах. Победитель ряда крупных международных стартов на шоссе, в том числе Марафона озера Бива, Марафона Беппу — Оита, Токийского международного марафона, Пекинского марафона и др. Участник двух летних Олимпийских игр.

## Биография
Сигэру Со родился 9 января 1953 года городе Усуки префектуры Оита. Тренировался вместе со своим братом-близнецом Такэси, который впоследствии тоже стал успешным бегуном-марафонцем.
Впервые заявил о себе в марафоне в сезоне 1973 года, когда с результатом 2:17:29 выиграл соревнования в Нобеоке.
В 1974 и 1975 годах дважды подряд занимал 16-е место на Фукуокском марафоне.
В 1976 году финишировал третьим на Марафоне озера Бива и четвёртым на Фукуокском марафоне. Благодаря череде удачных выступлений удостоился права защищать честь страны на летних Олимпийских играх в Монреале — в программе марафона с результатом 2:18:26 закрыл двадцатку сильнейших.
В 1978 году победил на Марафоне Беппу — Оита, установив при этом свой личный рекорд и показав лучший результат мирового сезона — 2:09:06. Также в этом сезоне был третьим на Марафоне озера Бива и на Фукуокском марафоне.
В 1979 году выиграл Марафон озера Бива (2:13:26), получил серебро на VII летней Спартакиаде народов СССР в Москве (2:13:20) и на Фукуокском марафоне (2:10:37).
На Фукуокском марафоне 1980 года с результатом 2:10:23 пришёл к финишу пятым.
В 1981 году вновь выиграл Марафон Беппу — Оита (2:11:30), взял бронзу на Фукуокском марафоне (2:10:19).
В 1983 году закрыл десятку сильнейших Токийского международного марафона (2:13:18), получил бронзовую награду Фукуокского марафона (2:09:11).
Принимал участие в Олимпийских играх 1984 года в Лос-Анджелесе — в марафоне показал результат 2:14:38, расположившись в итоговом протоколе соревнований на 17-й строке.
В 1985 году выиграл Токийский международный марафон (2:10:32) и Пекинский марафон (2:10:23), занял 17-е место на домашнем Кубке мира по марафону в Хиросиме (2:12:27) — помог своим соотечественникам стать серебряными призёрами командного зачёта.
В 1987 году с результатом 2:14:53 занял 21-е место на Лондонском марафоне.
Последний раз вступал на профессиональном уровне в сезоне 1989 года, когда победил на марафоне в Ибусуки (2:22:45) и финишировал пятым на Марафоне Беппу — Оита (2:12:49).